# Palnkam
Palnkam ist ein Gemeindeteil von Otterfing im oberbayerischen Landkreis Miesbach. 

## Geographie
Das Dorf liegt circa 1,6 Kilometer südwestlich vom Ortszentrum in Richtung Holzkirchen.

## Geschichte
Die Endung -kam, oberdeutsch für -heim, weist auf eine Besiedlung etwa im 7./8. Jahrhundert hin. Urkundlich wurde Palnkam erstmals 1289 in einem Traditionsbuch des Klosters Tegernsee als „Paltenchaim“ erwähnt.

## Infrastruktur und Sehenswertes
Das Dorf ist landwirtschaftlich geprägt; sehenswert ist eine kleine Kapelle aus dem Jahr 1701. In der Liste der Baudenkmäler in Palnkam ist außerdem ein Bildstock aus der 1. Hälfte des 17. Jahrhunderts eingetragen. 
Unmittelbar südlich des Ortes verläuft der Teufelsgraben, ein Trockental des letzten Isargletschers.